# Palais provincial de Namur
Le palais provincial de Namur est un édifice de style Renaissance sis sur la place Saint-Aubain, à Namur, en Belgique. Construit comme palais épiscopal du diocèse de Namur au milieu du XVIIIe siècle il est devenu, en 1814, le siège du gouvernement et administration de la province de Namur, ce qu'il est encore aujourd'hui (2014).

## Histoire

### XVIIIesiècle
En 1728, Thomas de Strickland de Sizerghe, douzième évêque de Namur, met en chantier la construction d’un palais épiscopal à l’endroit même où plusieurs maisons rassemblées en une seule avaient été la résidence de ses prédécesseurs au siège épiscopal de Namur, un diocèse érigé en 1559. Le palais épiscopal est un somptueux hôtel de maître dont la construction nécessite plusieurs emprunts, ce qui rendit précaire la situation financière du diocèse pour de nombreuses années. L’édifice, œuvre de l’architecte Jean-Thomas Maljean, est achevé en 1732.
Malgré les difficultés financières causées par le remboursement des emprunts de son prédécesseur, Paul-Godefroi de Berlo de Franc-Douaire, met en chantier la construction de la cathédrale Saint-Aubain en 1750. Le 14e évêque de Namur, Ferdinand-Marie de Lobkowitz, complète le palais en fermant le carré intérieur par un avant-corps en front de rue surmonté d’un balcon avec balustrade. En 1772-1779, le hall d’entrée, le plafond de la chapelle (la salle du Conseil provincial) et la cage d’escalier sont décorés par les frères Paolo Antonio et Carlo Domenico Moretti (peut-être des frères ou cousins de Joseph Moretti). Une citation de la seconde lettre de Saint Paul aux Corinthiens, est gravée en lettres dorées dans la pierre tout au long, et au sommet, de cet avant-corps : « NON HABEMUS HIC MANENTEM CIVITATEM, SED FUTURAM INQUIRIMUS. (Heb.13:14) QUAE ENIM VIDENTUR TEMPORALIA SUNT, QUAE AUTEM NON VIDENTUR AETERNA SUNT » (2 Cor.4:18).
Albert Louis de Lichtervelde est le dernier évêque à occuper ces lieux. L’évêché perd la propriété du palais lors de l’occupation française. Le pouvoir révolutionnaire y installe l’administration du nouveau département (français) de Sambre-et-Meuse.

### XIXeetXXesiècles
À la chute du régime napoléonien, en 1814, on offre à Joseph Pisani de la Gaude de lui restituer le palais épiscopal de Namur. Il décline, lui préférant l’ancien refuge urbain de l’abbaye de Malonne qui était devenu la résidence de l’évêque de Namur.

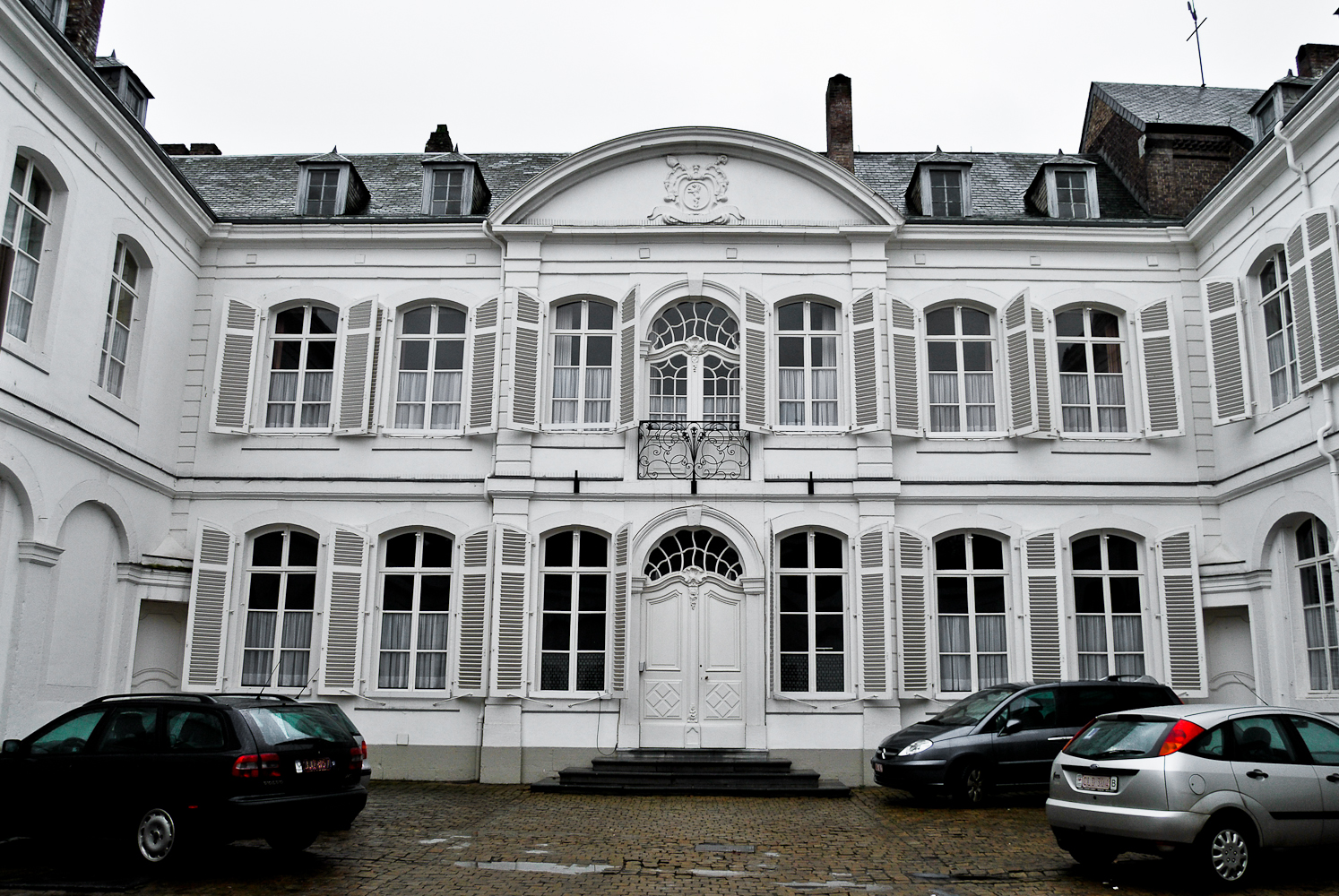
Façade intérieure de l'actuel bâtiment ou siège l'évêché de Namur. Situé rue de l'évêché,1 à Namur

Celui qui gouverne la province de Namur au nom du roi des Pays-Bas s’y installe en 1814 : Jean-Baptiste Omalius d’Halloy. À partir de 1830 des gouverneurs nommés par le roi des Belges lui succèdent, le premier étant le baron Goswin de Stassart.
En 1884, d’importants travaux sont entrepris. L’achat de maisons voisines permet la construction de deux ailes administratives à gauche et droite du portail d’entrée sur la place Saint-Aubain. Six ans plus tard plusieurs salons intérieurs sont également réaménagés en style Napoléon III par le même gouverneur, le baron Ferdinand de Montpellier de Vedrin.
En 1937, l’aile gauche (administrative) du palais est reconstruite par le gouverneur François Bovesse, s’inspirant du plan dessiné par Remacle Le Loup en 1740.

## Source
- Norbert Bastin, Le palais provincial de Namur, Namur, province de Namur, 1980, 228 p..